# Stazione di Kandergrund
La stazione di Kandergrund è una stazione ferroviaria posta sulla linea del Lötschberg, in Svizzera. Serve l'omonimo centro abitato.